# Soko J-22 Orao
Le  J-22 Orao est un avion militaire yougoslave. L'avion est le fruit d'un projet conjoint de la Yougoslavie (SOKO) et de la Roumanie (Avioane Craiova) dans les années 70. La version yougoslave est connue comme le SOKO J-22 Orao, tandis que la version roumaine est connue sous le nom de IAR-93 Vultur.

## Utilisateur
- Serbie